# 布爾尼亞縣
布爾尼亞縣（英語：Purnia District）是印度的一個縣，位於該國東北部，由比哈爾邦負責管轄，面積3,229平方公里，識字率為64.49%，2011年人口3,288,478，人口密度每平方公里1,018人。